# Waterpolo femenino en los Juegos Suramericanos
El Campeonato sudamericano de waterpolo femenino es la competición de waterpolo femenino en los Juegos Sudamericanos.

## Ediciones
| N.º | Año  | Sede                   | Oro    | Plata     | Bronce    |
| --- | ---- | ---------------------- | ------ | --------- | --------- |
| IX  | 2010 | Medellín · ( Colombia) | Brasil | Venezuela | Argentina |
|     |      | ()                     |        |           |           |